# Ernst Fegté
Ernst Fegté (* 28. September 1900 in Hamburg; † 15. Dezember 1976 in Los Angeles, Kalifornien) war ein deutscher Szenenbildner, der einen Oscar für das beste Szenenbild gewann.

## Biografie
Nach seiner Einwanderung wurde Fegté Mitte der 1920er-Jahre Szenenbildner bei der Filmwirtschaft und wirkte erstmals bei dem Stummfilm Amor im Wolkenkratzer (1925) von Paul Sloane mit. Im Laufe seiner Karriere war er an der Entstehung von rund 100 Filmen beteiligt.
Bei der Oscarverleihung 1944 wurde er neben Hans Dreier und Bertram C. Granger erstmals für einen Oscar für das beste Szenenbild bei dem Schwarzweißfilm Fünf Gräber bis Kairo (1943) nominiert. 1945 erfolgte zusammen mit Howard Bristol eine Oscar-Nominierung für das beste Szenenbild in dem Farbfilm Das Korsarenschiff (1944) von David Butler.
1946 erhielt er zusammen mit Hans Dreier und Sam Comer den Oscar für das beste Szenenbild für den Farbfilm Der Pirat und die Dame (1944) von Mitchell Leisen.
Seine letzte Nominierung erhielt er schließlich bei der Oscarverleihung 1951 zusammen mit George Sawley für den Farbfilm Endstation Mond (1950) von Irving Pichel.

## Filmografie (Auswahl)
- 1925: Amor im Wolkenkratzer (The Shock Punch)
- 1930: Animal Crackers
- 1934: Die schwarze Majestät (Death Takes a Holiday)
- 1934: Schiffbruch unter Palmen (We're Not Dressing)
- 1934: Tempel der Schönheit (Kiss and Make Up)
- 1934: Meine Damen, zugehört! (Ladies Should Listen)
- 1934: Madame befiehlt! (Enter Madame)
- 1935: Die Farm am Mississippi (So Red the Rose)
- 1935: Eine Frau von 20 Jahren (Accent on Youth)
- 1936: Eine Prinzessin für Amerika (The Princess Comes Across)
- 1936: Der General starb im Morgengrauen (The General Died at Dawn)
- 1936: Die zweite Mutter (Valiant Is the Word for Carrie)
- 1937: Swing High, Swing Low
- 1937: Ich traf ihn in Paris (I Met Him in Paris)
- 1937: Mein Leben in Luxus (Easy Living)
- 1937: Exklusiv (Exclusive)
- 1937: The Big Broadcast of 1938
- 1938: Du und ich (You and Me)
- 1939: Dreivierteltakt am Broadway (The Great Victor Herbert)
- 1940: Rhythm on the River
- 1941: Die Falschspielerin (The Lady Eve)
- 1941: Birth of the Blues
- 1942: Atemlos nach Florida (The Palm Beach Story)
- 1942: Meine Frau, die Hexe (I Married a Witch)
- 1942: Gangsterfalle (Lucky Jordan)
- 1942: Star Spangled Rhythm
- 1943: Fünf Gräber bis Kairo (Five Graves to Cairo)
- 1943: Riding High
- 1944: Sensation in Morgan’s Creek (The Miracle of Morgan’s Creek)
- 1944: The Great Moment
- 1944: Der Pirat und die Dame (Frenchman's Creek)
- 1944: Das Korsarenschiff (The Princess and the Pirate)
- 1945: Der Wundermann (Wonder Man)
- 1945: Das letzte Wochenende (And Then There Were None)
- 1946: Paradies der Liebe (London Town)
- 1946: Ich habe dich immer geliebt (I've Always Loved You)
- 1947: Der schwarze Reiter (Angel and the Badman)
- 1948: Der Pantoffelheld (An Innocent Affair)
- 1949: Canadian Pacific
- 1950: Der Weihnachtswunsch (The Great Rupert)
- 1950: Endstation Mond (Destination Moon)
- 1951: Meister der Musik (Of Men and Music)
- 1951: Superman and the Mole-Men
- 1952: Models Inc.
- 1952: Superman – Retter in der Not (Adventures of Superman) – TV-Serie, 7 Folgen
- 1956: Im Lande Zorros (Stagecoach to Fury)
- 1957: Sumpf des Unheils (Lure of the Swamp)
- 1957: Ein Kerl wie Dynamit (The Restless Breed)
- 1957: Sergeant Preston (Sergeant Preston of the Yukon) – TV-Serie, 26 Folgen
- 1958: Tarzans Kampf ums Leben (Tarzan's Fight for Life)
- 1958: Tarzan und die Jäger (Tarzan and the Trappers)
- 1960: Begierde im Staub (Desire in the Dust)
- 1971: B.S. I Love You